# Ctenophyllus subarmatus
Ctenophyllus subarmatus är en loppart som först beskrevs av Wagner 1901.  Ctenophyllus subarmatus ingår i släktet Ctenophyllus och familjen smågnagarloppor. Inga underarter finns listade i Catalogue of Life.